# Tattoos
Tattoos is het derde studioalbum van Jason Derülo. Het is de comeback-cd van hem na zijn pauze in 2011/2012 omwille van het breken van een nekwervel. De leadsingle The Other Side verscheen in april 2013. Nadien volgde nog de singles Talk Dirty, Marry Me & Trumpets. Het album werd eerst enkel uitgegeven in Europa en Azie. De fans van Amerika moesten een halfjaar langer wachten tot in april 2014. Daar verscheen het album onder de naam "Talk Dirty" en met nieuwe nummers.
Het album werd een groter succes dan zijn voorgaande Future History.

## Achtergrond
De opnames van de cd begonnen in februari 2012. Een maand eerder kwam Derülo ten val tijdens een repetitie voor zijn Future History Tournee. Door deze val moest hij een jaar revalideren en zijn tour afzeggen. Tussen zijn vorig album en het verschijnen van zijn comebacksingle bracht hij enkele promotiesingles uit, zoals "It Girl - The Remix" en Undefeated.
- "The Other Side" In april 2013 kwam de eerste single The Other Side uit. Het nummer belandde in Groot-Brittannië op nummer 2 en werd in de rest van de wereld werd goed onthaald. Enkel kwam het in België niet verder dan in de ultratip. De clip kwam uit op 1 mei 2013 en behaalde 36 miljoen views in oktober 2013.
- "Talk Dirty" De tweede single Talk Dirty is een nummer opgenomen met 2 Chainz. Het nummer werd eerst vrijgegeven op SoundCloud, op 7 augustus 2013 volgde de videoclip. Het nummer behaalde in België de eerste plaats en in Nederland een vijfde plaats. In België kon zelfs een goude plaat krijgen. In Australië behaalde het ook een nummer 1-hit. De videoclip behaalde in november 2013 meer dan 41miljoen views. Daarmee is dit het succesvolste nummer van het album.
- "Marry Me" De derde single Marry Me ging in première op het einde van augustus 2013, een dikke maand later in september verscheen de music video op You Tube. Het nummer kwam niet in de hitlijsten in de benelux, en werd een bescheiden succes in Amerika. In de videoclip zijn we Jason's echtgenote Jordin Sparks als 'droomvrouw'. Het nummer lekte nog voor het verschijnen van het album uit op het internet. Meer dan 1 minuut was al te horen op het einde van 2012.
- "Trumpets" werd de vierde single en was het tweede grootste succes van het album, na Talk Dirty
- "Stupid Love" Was de vijfde single van het album en werd een bescheiden succes.
- "Wiggle" was de leadsingle van de heruitgave van het album, het werd het grootste succes van Derulo ooit. Een jaar na de upload op YouTube had de clip ruim 500 miljoen kijkers.

## Tracklist
1. The Other Side
2. Talk Dirty
3. Marry Me
4. Tattoos
5. Trumpets
6. Vertigo
7. Fire
8. Side FX
9. Stupid Love
10. With The Lights On
11. Rest Of Our Life

BONUS:
- Love Before I Die
- Perfect Timing